# Stückgießer

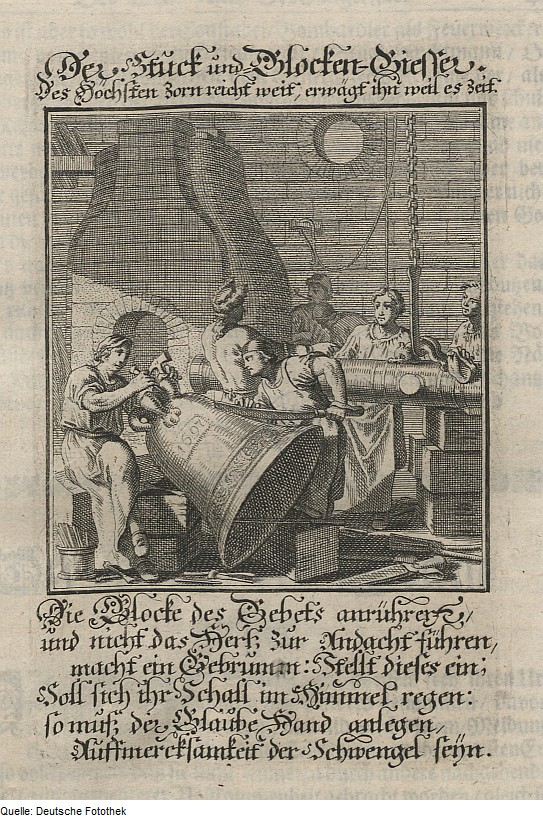
Der Stück- und Glocken-Giesser, aus dem Ständebuch von pChristoph Weigel dem Älteren (1697)

Der vom 14. bis 19. Jahrhundert gängige Beruf des Stückgießers (auch Geschützmeister) umfasste die Tätigkeiten zur Herstellung von Geschützrohren aus Geschütz- oder Stückbronze. Stückgießer waren mehr oder weniger spezialisierte Erzgießer bzw. später Rotgießer. Da allgemein die Herstellung besonders großer Gussstücke spezielle Anforderungen bedeutete, arbeiteten sie insbesondere auch unter der Bezeichnung Stück- und Glockengießer oder umgekehrt. Eine weitere Eigenheit des Stückgießens war die umfangreiche spanende Bearbeitung der Seele, d. h. des Hohlraums des Rohres nach dem Guss.
Einer der nennenswerten Stückgießer ist Urban, dessen als Kanonen des Urban (1452) bezeichnete Stücke in besonderer Erinnerung geblieben sind. Auch von Albert Benningk sind besondere Stücke bis in das 21. Jahrhundert bekannt.

## Fabrikate
Der Stückgießer goss in der Gießhütte, auch Gießhaus genannt, vorrangig aus Bronze und zumeist im Auftrag, Geschützrohre für folgende Waffen:
- Hakenbüchsen
- Kartaunen
- Feldschlangen
- Scharfetindlein
- Scharfmetzen
- Bombarden

## Weitere bekannte Stückgießer
- Niklaus Oberacker
- Johann Maritz